# 長手龍占麗魚
長手龍占麗魚，為輻鰭魚綱鱸形目隆頭魚亞目慈鯛科的其中一種，分布於非洲馬拉威湖南部流域，棲息深度50-70公尺，體長可達15.3公分，棲息在沙底質水域，以昆蟲為食，生活習性不明，可作為吃的魚。

## 擴展閱讀
維基物種上的相關：長手龍占麗魚